# Indro
Indro  è un nome proprio di persona italiano maschile.

## Origine e diffusione
Nome di scarsissima diffusione in Italia, negli anni settanta se ne contava un centinaio di occorrenze, accentrate in Toscana; si tratta di un adattamento, modificato con la terminazione in -o per farlo suonare più maschile, del nome del dio induista Indra. Il nome di tale divinità, associata al cielo e alla pioggia, deriva dal sanscrito, ed è composto dai termini इन्दु (ind-, "[una] goccia") e र (ra-, "che possiede"), quindi significa "che possiede gocce [di pioggia]"; all'interno di nomi composti indiani, è però spesso interpretato come "signore". Nonostante la somiglianza, non è etimologicamente correlato al nome Indira.
In Italia è noto principalmente grazie alla fama del giornalista Indro Montanelli; nel suo caso, i genitori scelsero il suo nome per evitare di attingere al patrimonio onomastico familiare o ecclesiastico.

## Onomastico
Il nome è adespota, non essendo portato da alcun santo, quindi l'onomastico ricade il 1º novembre, giorno di Ognissanti.

## Persone
- Indro Cenci, calciatore e allenatore di calcio italiano
- Indro Montanelli, giornalista e scrittore italiano

### Variante maschile Indra

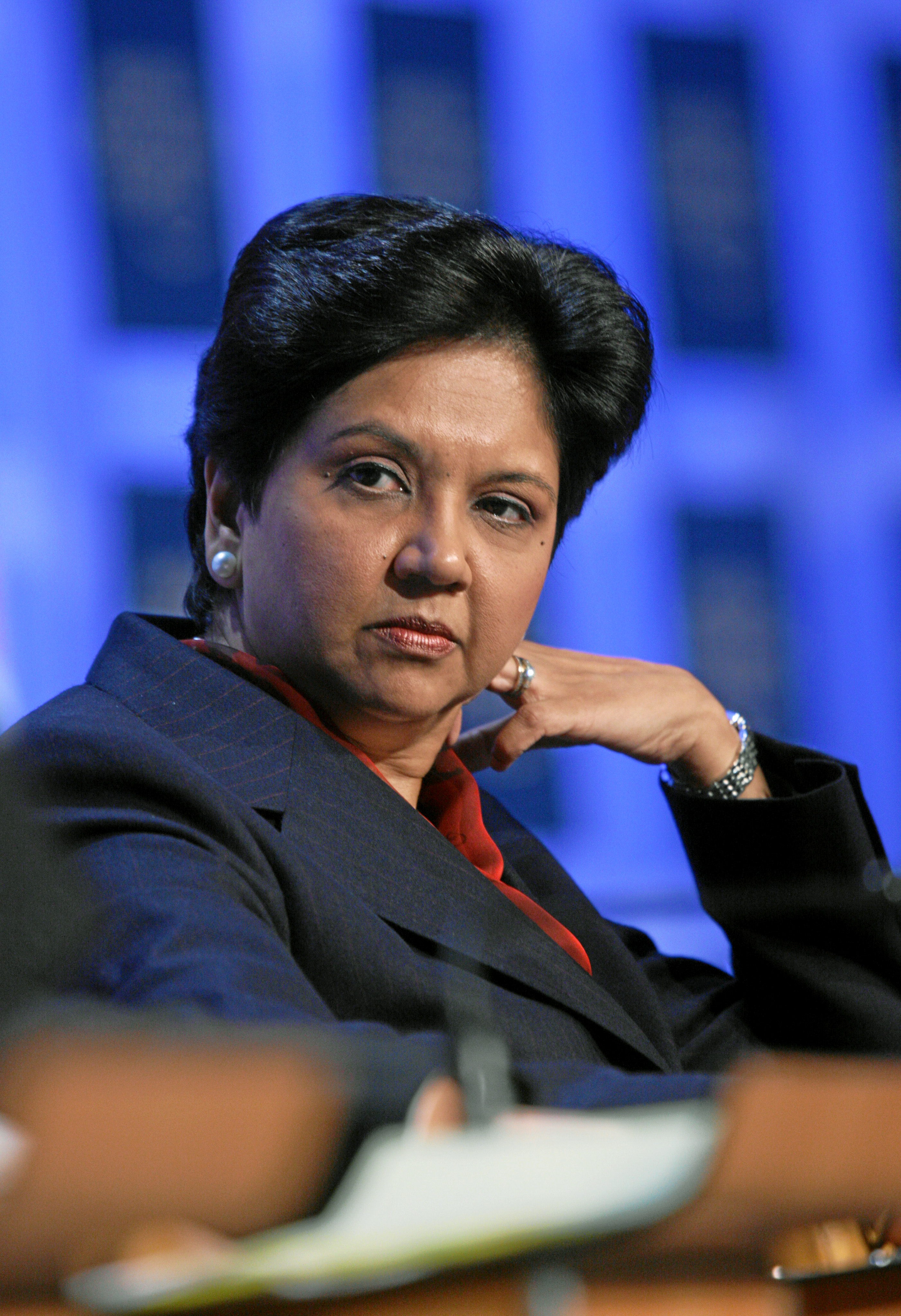
Indra Nooyi

- Indra Putra Mahayuddin, calciatore malese
- Indra Sahdan Daud, calciatore singaporiano

### Varianti femminile Indra
- Indra Nooyi, dirigente d'azienda indiana naturalizzata statunitense
- Indra Ové, attrice inglese
- Indra Rajya Lakshmi Devi, principessa consorte del Nepal